# Juan Guillermo More
Juan Guillermo More Ruiz, a veces mencionado erróneamente como Moore (Lima, 27 de febrero de 1836 - Arica, 7 de junio de 1880) fue un capitán de navío peruano, que participó en la guerra del Pacífico entre 1879 y 1880. Como comandante de la fragata Independencia, persiguió a la goleta chilena Covadonga durante el combate naval de Iquique, pero su nave encalló en Punta Gruesa, al chocar con un peñasco submarino. Con los sobrevivientes de su tripulación pasó a Arica, donde fue sometido a juicio por negligencia, pero el caso fue sobreseído. Para rehabilitarse del error que produjo la pérdida de su buque, More se presentó como voluntario para colaborar en la defensa de Arica, participando en el combate naval de Arica. El coronel Francisco Bolognesi, al asumir el mando de dicha plaza, le puso al mando de las baterías del Morro. Allí pereció luchando al lado de Bolognesi en la batalla de Arica, cumpliendo la promesa dada días antes en consejo de guerra, de pelear «hasta quemar el último cartucho».

## Biografía

### Nacimiento y primeros estudios
Nació en Lima, el 27 de setiembre de 1836, siendo hijo del comerciante escocés John More y de la ayacuchana Dolores Ruiz. Debido a las exigencias del negocio de su padre, vivió su infancia alternadamente en Lima, Ayacucho, Pisco, Chincha e Ica.
En 1842, cuando tenía nueve años, su padre lo envió a Londres para que estudiara en una Escuela preparatoria de Ingenieros. Allí llegó a ser premiado con una medalla de honor. Pero al cabo de tres años debió de interrumpir los estudios, debido a la muerte de su padre. Vivió entonces en el desamparo durante toda su adolescencia, hasta que, a la edad de 17 años, sentó plaza de aspirante en la armada británica.

### Carrera militar

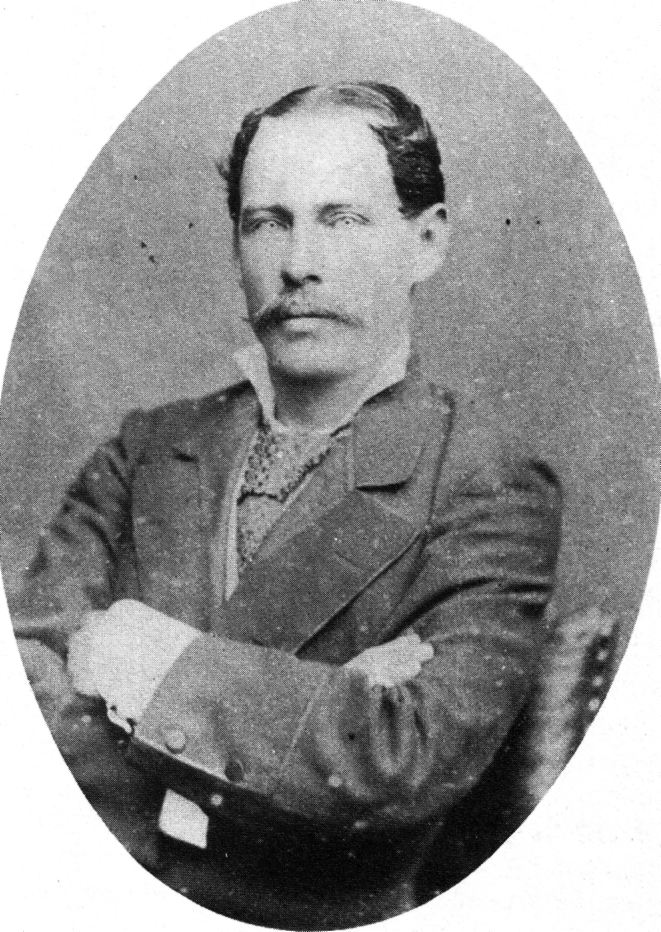
Fotografía de Juan Guillermo More. Archivo Courret.

En 1854, se hallaba en Inglaterra el capitán de navío José María Salcedo, que por encargo del gobierno peruano vigilaba la construcción de los buques Apurímac, Loa y Tumbes en los astilleros londinenses. Salcedo ofreció al joven More que se enrolara en la marina peruana, manteniendo su clase de guardiamarina. More aceptó y el 4 de setiembre de 1854 se embarcó como guardiamarina a bordo de la fragata Apurímac, con la que arribó al Callao el 12 de noviembre de 1855. Ese mismo año fue ascendido a alférez de fragata.
Sirvió sucesivamente en la goleta Izcuchaca y el vapor Huaraz. Ya como teniente segundo, participó en la toma de Guayaquil, durante el conflicto con Ecuador de 1859 a 1860; y por su actuación en dicha guerra ascendió a teniente primero en 1861. Fue luego comandante del bergantín Guise y de la barca Iquique, participando de la medición de las islas guaneras del norte.
Durante el conflicto con España actuó en el combate naval de Abtao de 7 de febrero de 1866, y por su actuación mereció su ascenso a capitán de corbeta. Luego fue nombrado comandante de la recién adquirida corbeta Unión.
Formó parte de la oficialidad que viajó a los Estados Unidos en 1868 para traer a los  monitores Manco Cápac y Atahualpa, asumiendo la comandancia de este último. Sorteó la difícil travesía hacia el Callao, vía el Océano Atlántico y el Estrecho de Magallanes.  Tras año y medio de recorrido, los monitores llegaron al fin a costas peruanas, en junio de 1870, culminando una misión que fue considerada entonces como una hazaña naval. More mereció entonces ser ascendido a capitán de navío y permaneció en el mando del monitor Atahualpa hasta 1872.
El 24 de abril de 1873 se casó en la Parroquia del Sagrario de Lima con Carmen Medina de Lama, hija del general y político José Miguel Medina.

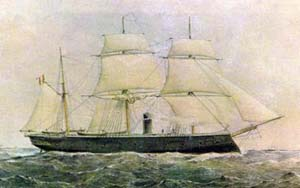
Fragata acorazada Independencia.

El 10 de enero de 1874 fue nombrado comandante de la fragata Independencia. En ese mismo año, el caudillo civil Nicolás de Piérola se alzó en armas contra el gobierno de Manuel Pardo y Lavalle a bordo del vapor Talismán y desembarcó en Pacasmayo, en momentos en que More, al mando de la Independencia, patrullaba la costa norte. Al final, el Talismán, eludiendo a dicha fragata, se retiró al sur, donde fue capturado por otro buque de la armada peruana. A More se le relevó del mando, siendo sometido a juicio, al considerarse que no había cumplido su deber.
En 1877 fue designado comandante general de la División de Operaciones del Sur, así como encargado de la captura del monitor Huáscar que se había sublevado bajo el mando de Nicolás de Piérola, contra el cual libró el combate de Punta Pichalo, el 28 de mayo de 1877, sin resultado definitivo. Al día siguiente se produjo el famoso combate de Pacocha, entre el Huáscar y los buques británicos. Finalmente, More convenció a Piérola a que depusiera las armas y entregara al Huáscar, bajo ciertas condiciones. Piérola aceptó, entregando al monitor en Iquique. Pero el gobierno de Mariano Ignacio Prado desconoció el pacto, ante lo cual, More optó por renunciar al mando.

### En el combate naval de Punta Gruesa
Al estallar la Guerra del Pacífico, More fue colocado en la Primera División Naval, dándosele el mando de la fragata Independencia, con la cual partió hacia el sur junto al monitor Huáscar, comandado por Miguel Grau. Se dirigieron hacia el puerto de Iquique, que se hallaba sitiado por la flota chilena.

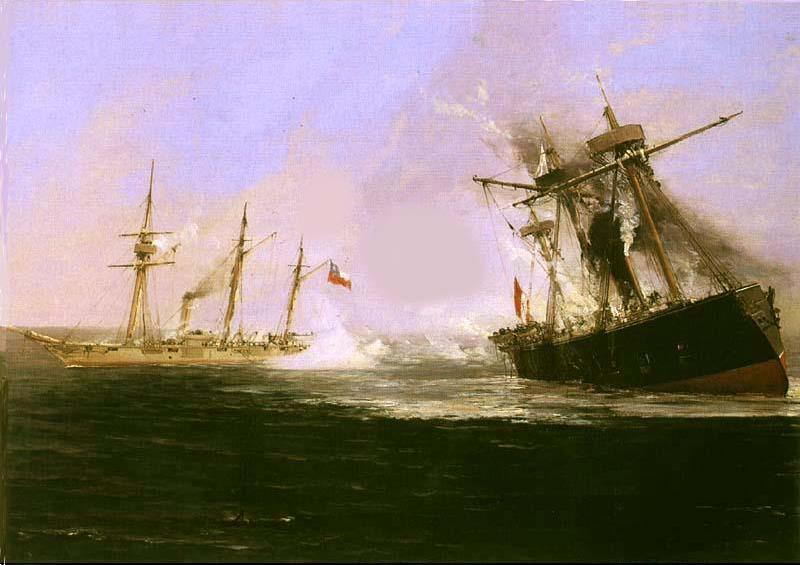
Combate naval de Punta Gruesa.

Durante el combate naval de Iquique, librado el 21 de mayo de 1879, More inició la persecución de la goleta chilena Covadonga, la cual huía navegando cerca a la costa, mientras que el Huáscar se encargaba de la corbeta chilena Esmeralda. More intentó hundir a la Covadonga con el disparo de sus cañones, pero al carecer de pericia sus artilleros, decidió usar el espolón, acercándose peligrosamente a la costa. Fue en esas circunstancias que su nave chocó accidentalmente contra un peñasco submarino que, a decir del mismo More, no se hallaba registrado en las cartas. Estaba a diez millas al sur de Iquique, en Punta Gruesa. La Independencia empezó a llenarse de agua, apagándose sus calderos, por lo que detuvo su marcha escorándose a estribor, sin hundirse.
La Covadonga regresó entonces para ametrallar tanto a los náufragos de la Independencia, como a los que permanecían en el buque varado. La Independencia contestó los fuegos, primero con sus cañones, hasta que estos fueron cubiertos por el agua; luego respondió con las ametralladoras de las cofas, los rifles y revólveres de la tripulación que aún se encontraba en cubierta, hasta agotar todas sus municiones. En la lucha pereció el alférez de fragata Guillermo García y García, quien dotaba un cañón de proa.
Cuando el Huáscar llegó al lugar, tras derrotar y hundir a la Esmeralda, aún quedaban 20 hombres a bordo de la Independencia, entre ellos More, quienes intentaban incendiar su nave sin éxito por haberse humedecido la pólvora.
Tras poner en fuga a la Covadonga, el Huáscar rescató a More, quien junto con la tripulación sobreviviente de su buque, pasó al transporte Chalaco, a cuyo comandante, Manuel Villavicencio, le dijo: «He perdido el buque que la nación me confió, asumo la responsabilidad, y pagaré con mi vida el desastre».
More quedó tan abatido por la pérdida de su buque, que sus allegados llegaron a temer que se quitara la vida. Se dice que desde entonces buscó su muerte en combate casi con obsesión. Pidió incluso que se le diera una lancha para utilizarla contra el enemigo como torpedo, pero se le negó hacer ese sacrificio.
En su correspondencia privada con el presidente Mariano Ignacio Prado, Grau atribuyó el desastre de Punta Gruesa a la falta de disciplina y entrenamiento de la tripulación de la Independencia. Tanto este buque como el Huáscar carecían de artilleros experimentados; sus tripulaciones estaban conformadas por lo general por voluntarios o reclutas con poca o nula experiencia marinera.
More pasó a Arica, donde fue sometido como enjuiciado ante un Consejo de Guerra, acusado de ocasionar la pérdida del buque de guerra bajo su mando por las malas decisiones tomadas en el curso del combate. El primer juez fiscal de su caso fue el capitán de navío Juan Fanning García. Debido al desarrollo vertiginoso del conflicto bélico, el juicio se mantuvo latente, hasta que fue sobreseído. Mientras tanto, no se le permitió a More tomar el mando de otra unidad naval.

### En el combate naval de Arica
Durante el Combate naval de Arica de 27 de febrero de 1880, More se presentó como voluntario ante el comandante José Sánchez Lagomarsino en el momento en que este se alistaba para salir al mando del monitor Manco Cápac.
Según datos entregados por el teniente peruano Daniel Durán al político-historiador Benjamín Vicuña Mackenna, More fue quien dirigió dicho combate:

Según un teniente del Manco Cápac, hoy prisionero en Chile, el cañón que se inutilizó fue el de la derecha, que mandaba el teniente limeño Asin. El disparo que mató a Thomson fue hecho al centro del Huáscar, por el teniente don Bernardo Smith, natural de Arica, que mandaba el cañón de la izquierda; pero quien propiamente dirijía el combate era el capitán Moore, enviado a bordo espresamente por Montero en la última hora para ofrecerle una ocasión de rehabilitarse después de su fracaso de la Independencia.
Datos del teniente Daniel Duran, Historia de la campaña de Tacna y Arica 1879-1880 por Benjamín Vicuña Mackenna.

### En la batalla de Arica. Muerte
Cuando el coronel Francisco Bolognesi tomó el mando de Arica, More le pidió un sitio entre los defensores de la plaza. Bolognesi, que le tenía alta estima, le  confió los fuertes del Morro con las Baterías “Alta” en la planicie superior del mismo, y la “Baja”, servidas por los antiguos tripulantes de la fragata Independencia. Le hizo también concurrir a las juntas de guerra en las cuales se acordó no rendirse ante el enemigo. 

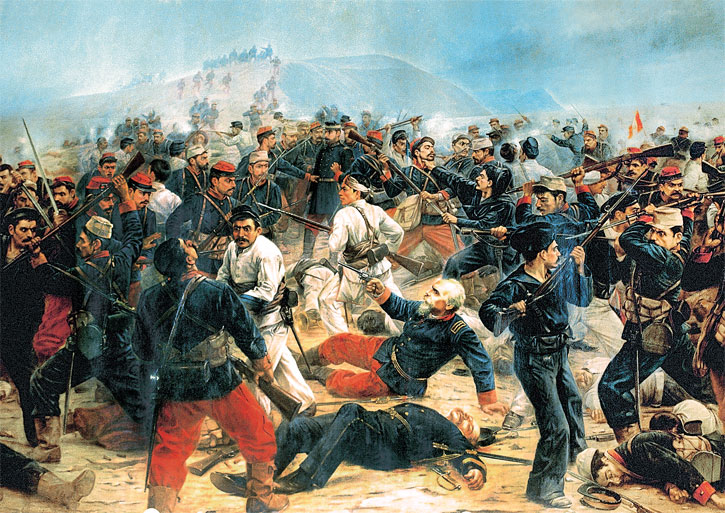
El último cartucho. Óleo del pintor peruano Juan Lepiani, que representa la escena final de la batalla de Arica. Al lado del coronel Bolognesi, que continua luchando revolver en mano, yace el cuerpo caído de Juan Guillermo More, con su uniforme de marino.

More respaldó a Bolognesi durante la histórica respuesta de 5 de junio de 1880 dada al parlamentario chileno Juan de la Cruz Salvo, de no rendirse y de luchar hasta quemar el último cartucho.
Durante la batalla de Arica, al igual que todos los defensores peruanos, More cumplió su promesa, rechazando airadamente las intimaciones de rendición. Sosteniendo en una mano un revólver y en la otra una espada, se batió bravamente hasta que cayó fulminado por una ráfaga enemiga, el 7 de junio de 1880. Acabó siendo rematado a tiros, y durante el usual repase, un soldado chileno le destrozó el cráneo.

### Repatriación de sus restos
Sus restos fueron trasladados a Lima en julio de 1880, junto con los de Francisco Bolognesi y Ramón Zavala, recibiendo solemnes ceremonias fúnebres. El traslado de los cuerpos al Cementerio General fue acompañado de un impresionante cortejo fúnebre que alcanzaba unas diez cuadras.
Finalmente, sus restos fueron trasladados en 1908 a la Cripta de los Héroes, habilitada en el mismo cementerio como lugar de honra especial a los que sucumbieron en defensa de la Patria.

## Descendencia

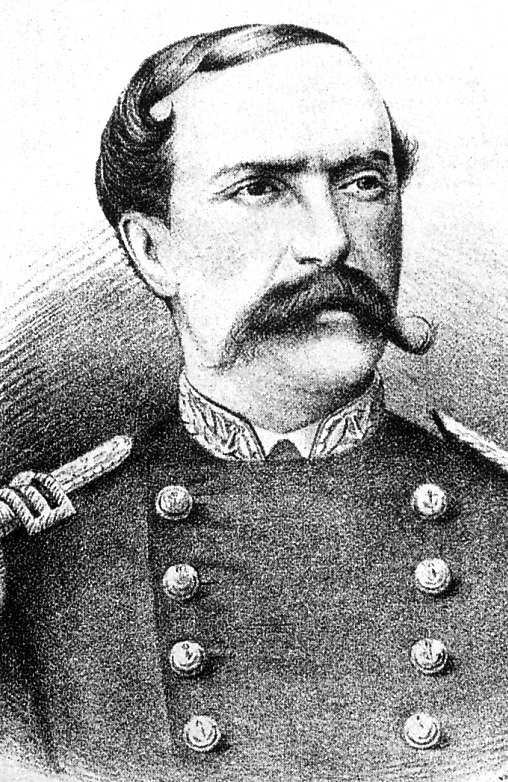
Retrato de Juan Guillermo More. Grabado de Evaristo San Cristóval, reproducido en la revista El Perú Ilustrado.

El capitán de navío Juan Guillermo More dejó una viuda, Carmen Medina de Lama, y dos hijos, José Miguel More Medina (1876-1905) y Guillermo More Medina (1877-?). El general Andrés A. Cáceres, durante su primer gobierno, firmó una cédula de montepío a favor de la viuda, que indicaba lo siguiente:

“Andrés A. Cáceres, Presidente constitucional de la República y General de División de sus Ejércitos, por cuanto en resolución de la fecha y en conformidad con los artículos 6to. 15 y 23, de la Ley del 16 de enero de 1850, he mandado expedir una nueva cédula de Montepío a favor de doña Carmen Medina, viuda del valiente y abnegado Capitán de Navío Juan G. More, que murió gloriosamente en la heroica defensa del Morro de Arica, el 7 de junio de 1880…”

Otra rama de los More del Perú proviene de Federico More Ruiz, hermano de Juan Guillermo, que se estableció en Puno, en donde se constituyó en un gran propietario; también fue político y congresista. Su hijo, Federico More Barrionuevo (1889-1955), fue un destacado periodista y escritor.

## Apellido
Algunas fuentes, como la del chileno Gonzalo Bulnes, o la del peruano Alberto Tauro del Pino, escriben su apellido como Moore, con doble o. Sin embargo, esto es un error pues consta en los documentos conservados que el héroe siempre firmó su apellido como More, nunca como Moore, que es un apellido distinto.
Al respecto, el historiador Julio J. Elías comenta lo siguiente:

Con More sucede algo semejante respecto al apellido que con el gran Almirante Guise, porque a éste corrientemente se le coloca una doble s, la cual nunca usó, e incorrectamente vemos escrito Guisse; en cuanto a More, suele ponérsele una doble o y se lee Moore, un apellido distinto al que le corresponde. Bastaría examinar sus firmas originales y dar un vistazo a sus escudos de nobleza y a los títulos honoríficos de sus antepasados.

Se ha supuesto, sin ningún asidero, que el marino “castellanizó” su apellido, sin tener en cuenta que el apellido More también existe en Gran Bretaña, distinto al de Moore (vg. el canciller Thomas More). Otra suposición, por lo demás absurda, es que los historiadores peruanos, al escribir More, hayan querido ocultar el origen británico del héroe.